# Слен
Слен (нід. Sleen) — село в нідерландській провінції Дренте. Входить до муніципалітету Куворден.
Його площа становить 12,41 км², а населення станом на 2021 рік складало 2 245 осіб.
До 1998 року мало статус окремого муніципалітету.